# Eursinge (Midden-Drenthe)
 Eursinge  is een buurtschap in de gemeente Midden-Drenthe, in de Nederlandse provincie Drenthe. De buurtschap is gelegen ten noorden van de provinciale weg N374, dicht bij de kruising met de N381.
Het ligt ten zuiden van het dorp Westerbork. Tot 1998 behoorde de buurtschap tot de gelijknamige gemeente. Ondanks dat het een eigen postcode heeft wordt het niet gezien als een eigen dorp.
De eerste bekende vermelding van de plaats is in 1408 als Ouersinghe en in 1559 als Orssynghe. In 1840 had het 63 inwoners en in 2023 was dat 60. Om verwarring te voorkomen met de andere gelijknamige plaatsen in Drenthe werd en wordt de plaats ook wel eens Eursinge-Bork genoemd.
Binnen de gemeente is ook de plaats Eursing gelegen, ten noorden van Beilen.